# 咖啡駝孢銹菌
咖啡駝孢銹菌，是一種能夠造成咖啡銹病的真菌，目前在全世界的咖啡種植地區都能被發現，嚴重時會造成咖啡樹大量的落葉，甚至死亡，對咖啡產業具有巨大的殺傷力。該病原菌是一種絕對寄生菌，咖啡屬是唯一的寄主植物。種植對銹病具有較強遺傳抗性的雜交種咖啡樹，以及噴灑農藥可以減少咖啡駝孢銹菌的危害，但目前尚無根治咖啡銹病的方法。

## 病徵及病原菌型態

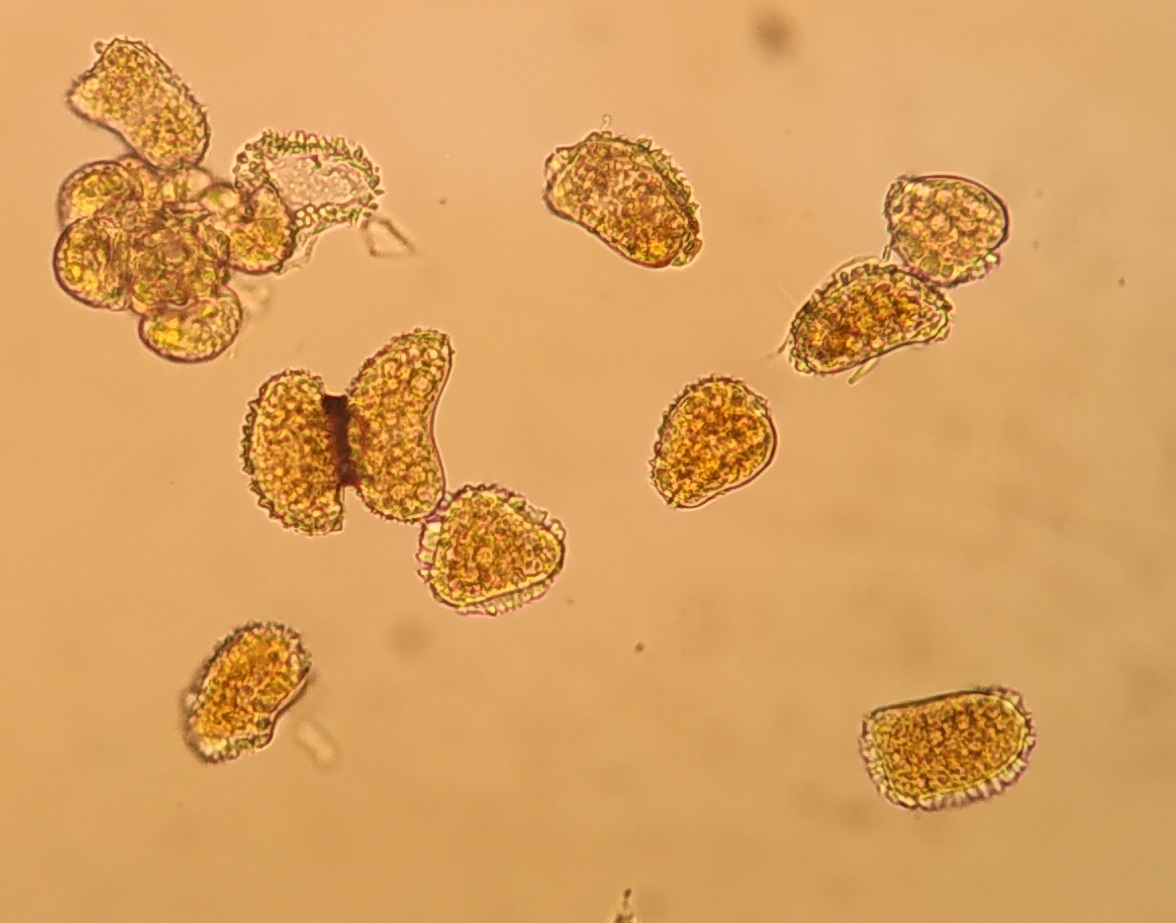
咖啡駝孢鏽菌的夏孢子

被咖啡駝孢銹菌感染後的咖啡葉片，初期會在葉片底部產生數個褪綠或淡黃色小點，隨著病原菌的發展逐漸擴大，並產生橘黃色的夏孢子堆，後期病斑常會互相癒合且開始轉變為褐化之病斑，並造成葉片提早落葉。
咖啡駝孢銹菌的菌絲呈棍狀，尖端帶有許多側生短柄(pedicels)，並在短柄上產生叢生的夏孢子，帶有夏孢子堆的菌絲體呈橙黃色粉末狀。夏孢子略呈腎形，具半邊刺，在且僅在凸起面上有許多小刺，夏孢子大小約26–40×18-28 µm，具有透明至淺黃色的透明細胞壁，厚度約1–2 µm。冬孢子堆(Telia)呈淺黃色，冬孢子略呈球形，直徑26–40×20–30 µm，細胞壁呈透明至微黃色，表面光滑，壁厚約1 µm，在前端較厚，冬孢子有時會在夏孢子堆中產生。

## 生命週期
當咖啡駝孢銹菌的夏孢子與咖啡葉接觸後，孢子萌發並產生附著器，並從氣孔進入葉片，在24-48小時內侵染完成。一個病灶能在3-5個月內產生4–6個孢子堆，並通過氣孔產生孢子，能釋放300–400,000孢子，新產生的孢子將繼續感染其他的咖啡葉片。咖啡駝孢銹菌主要侵害葉子，很少在幼莖和果實上發現。
雖然目前主要認為咖啡駝孢銹菌是異主寄生，理論上需要另一種寄主來完成生命週期，但目前尚未發現這樣的寄主植物；另一種假說認為咖啡駝孢銹菌是一種早期變異的同寄主銹病，所以冬孢子是無功能的殘留構造，有性生活週期也是由夏孢子完成。目前已經普遍在夏孢子中發現了隱性減數分裂和有性生殖，這一發現或許可以解釋為什麼咖啡駝孢銹菌新的生理小種會這麼頻繁快速的出現。

## 病原生態學
咖啡駝孢銹菌主要是藉由夏孢子作為感染源，夏孢子需要合適的溫度（在10°C至35°C之間）和游離水的存在才能完成感染，在孢子發芽後如果濕度不足的話會抑制整個感染過程，但感染後的生長過程主要受溫度和植物抗性的影響，而不是取決於葉片的濕度，產孢則主要受到溫度、濕度和宿主抗性的影響。夏孢子主要通過風進行遠距離傳播，其他傳播媒介還包含了動物，主要是昆蟲和人。
咖啡駝孢銹菌有兩種寄生真菌，Verticillium haemiliae和Verticillium psalliotae.

## 歷史
咖啡駝孢銹菌起源於東非，現在已經廣泛分佈於非洲、熱帶亞洲、中美洲和南美洲。咖啡起源於埃塞俄比亞、蘇丹和肯尼亞的高海拔地區，並據信銹病也是起源於相同地區。咖啡銹病最早在1860年發現被發現，是由英國探險家於1861年在肯亞的維多利亞湖周圍發現，並且在1867年斯里蘭卡（當時稱為錫蘭）的咖啡樹種植區發現了咖啡銹病，當時，英國真菌學家迈克尔·约瑟夫·伯克利（Michael Joseph Berkeley）和他的合作者克里斯托弗·埃德蒙·布鲁姆（Christopher Edmund Broome）分析了由喬治·科威特在錫蘭收集“咖啡葉病害”，並在1869年11月版的《園丁紀事》（The Gardeners' Chronicle）中首次對這種疾病進行了描述和命名:171，將這種真菌命名為「咖啡駝孢銹菌」（Hemileia vastatrix），屬名代表孢子半平滑的特點，而則是代表該病原菌強大的壞性力。
在當時，斯里蘭卡已經有許多咖啡莊園被迫關閉或將農作物改成不受咖啡銹病影響的替代作物，例如茶:171–2。種植者將這種疾病暱稱為"Devastating Emily" ，並影響了亞洲咖啡生產二十多年，直到1890年，斯里蘭卡的咖啡產業幾乎被摧毀。歷史學家認為，斯里蘭卡的咖啡生產遭受嚴重破壞是英國人偏愛茶的原因之一，因為斯里蘭卡由於這種疾病而轉向生產茶。目前尚不清楚銹病是如何從東非傳播到達錫蘭的，在之後的幾年中，該病於1870年傳播到印度、1876年在蘇門答臘被發現，1878年傳播至爪哇島，並於1889年在菲律賓被記錄下來。在1913年，它從非洲穿越肯亞到剛果，之後陸續傳播到西非、象牙海岸（1954）、利比里亞（1955、，尼日利亞（1962-63）和安哥拉（1966）。
在1970年，咖啡銹病入侵到了南美洲，首先在巴西被發現，並迅速的向周圍傳播，在1975年之前感染該國的所有咖啡地區:171–2。 這種疾病在1981年從巴西傳播到中南美洲的大多數咖啡種植地區，1983年襲擊哥斯大黎加和哥倫比亞，截至1990年，咖啡銹病在所有主要的咖啡生產國都已流行:171–2。

### 2012年咖啡葉銹病的流行
2012年，拉丁美洲和加勒比10個國家/地區的咖啡銹病大幅增加，該病成為了一種流行病，導致咖啡嚴重的損失並造成咖啡價格因此上漲，儘管流行的原因尚不清楚，2013年4月在瓜地馬拉舉行的緊急銹病高峰會議匯集了很多損失，其中包括缺乏控制銹病的資源，忽視早期預警信號，使用無效的殺菌劑，缺乏培訓，基礎設施差和建議相互衝突。在“Let’s Talk Roya”會議（薩爾瓦多，2013年11月4日）的主題演講中，CAB International的高級科學家Peter Baker博士提出了有關該流行病的幾個關鍵點，包括在如此高價值的行業中研發方面的投入比例不足，以及在主要咖啡生產國（例如哥倫比亞）缺乏對新品種的投資的情況。

## 經濟影響
Coffee Leaf Rust（CLR）對咖啡生產有直接和間接的經濟影響。直接影響包括患病植物生產量和質量下降，間接影響包括抗擊和控制該疾病的費用增加。防治該病的方法包括施用殺真菌劑和將患病樹砍除，並用抗病品種替代。兩種方法都包括大量的人工和材料成本，並且在砍除的情況下，造成多年的產量下降（種植後的三到五年內咖啡幼苗無法充分生產）。
由於準確地計算因咖啡銹病所造成的損失十分困難，因此很少有量化收益損失的記錄。產量損失的估算值因國家/地區而異，範圍在15-80％之間。全球損失估計為15％。
錫蘭的一些早期數據記錄了19世紀後期的損失，表明咖啡產量減少了75％。隨著農民從咖啡轉向不受咖啡銹病影響的其他農作物，種植咖啡的土地減少了80％，從68,787公頃減少到14,170公頃。
除上述費用外，其他費用還包括生產抗性品種的研發費用。這些費用通常由行業，地方和國家政府以及國際援助機構承擔。:174
哥倫比亞的全國咖啡種植者聯合會（National Federation of Coffee Growers）成立了一個研究實驗室，專門設計用於尋找制止這種疾病的方法，因為該國是特別易患該疾病的阿拉比卡咖啡豆的主要出口國。

## 病害報告
瓜地馬拉的咖啡作物因咖啡鏽病而毀於一旦，並於2013年2月宣布進入緊急狀態。
咖啡銹病在墨西哥一直是個問題。
政府在衛生緊急情況下宣布的咖啡銹病是秘魯咖啡種植園的一個大問題（Decreto Supremo N°082-2013-PCM）。

## 外部連結

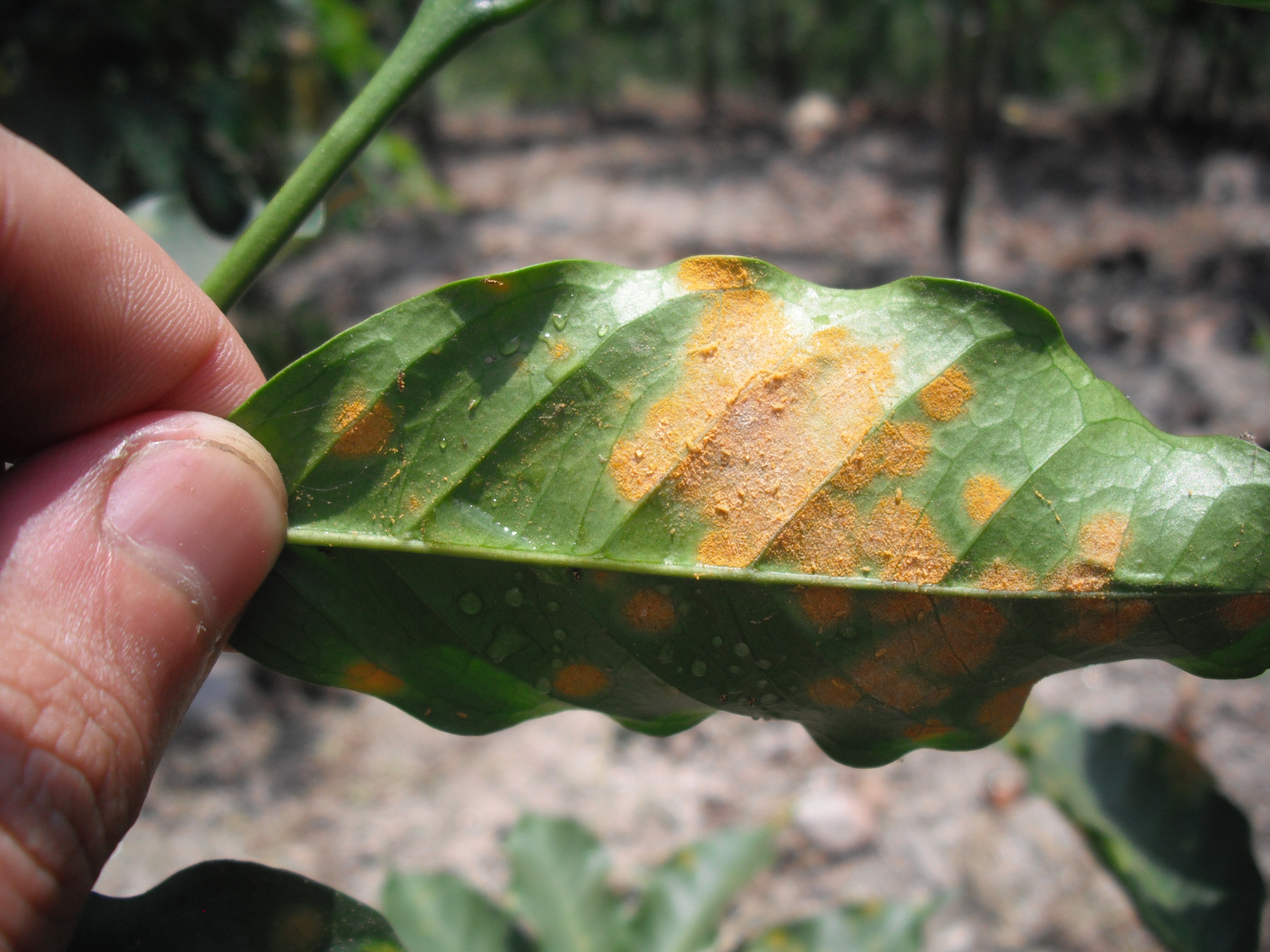
被咖啡銹病感染的咖啡葉

- Hemileia vastatrix description at Plantvillage.com